# ألكسندر شفاب
ألكسندر شفاب (بالألمانية: Alexander Schwab) هو مقاوم وسياسي ألماني، ولد في 5 يوليو 1887 في ألمانيا، وتوفي في 12 نوفمبر 1943 في نفس البلد. حزبياً، نشط في الحزب الشيوعي في ألمانيا والحزب الديمقراطي الاجتماعي الألماني المستقل ‏ وCommunist Workers' Party of Germany ‏.